# Chris Jones (giocatore di football americano 1995)
* solo nella prestagione e/o in squadra di allenamento 
Chris Jones (Jacksonville, 13 agosto 1995) è un giocatore di football americano statunitense cornerback che milita per i Seattle Sea Dragons della X Football League (XFL). Al college ha giocato per l'Università del Nebraska-Lincoln.

## Carriera universitaria
Nato a Jacksonville in Florida, Jones ha cominciato a giocare a football alla Sandalwood High School per poi iscriversi nel 2014 all'Università del Nebraska-Lincoln andando a giocare con gli Huskers impegnati nella Big Ten Conference (B1G) della Divisione I della Football Bowl Subdivision (FBS) della NCAA. Jones nel suo primo anno ha giocato nello special team per poi, dal 2015, giocare stabilmente nel ruolo di cornerback. Al termine della sua carriera di college ha collezionato 44 partite di cui 25 da titolare con gli Huskers.
| Stagione | Stagione | Stagione   | Stagione   | Stagione | Stagione | Difesa  | Difesa  | Difesa  | Difesa | Difesa | Difesa |
| Anno     | Squadra  | Campionato | Conference | P        | PT       | T. tot. | T. sol. | T. ass. | Sack   | Pdev   | FF     |
| -------- | -------- | ---------- | ---------- | -------- | -------- | ------- | ------- | ------- | ------ | ------ | ------ |
| 2014     | Nebraska | FBS Div. I | B1G        | 11       | 0        | 7       | 5       | 2       | 0,0    | 0      | 0      |
| 2015     | Nebraska | FBS Div. I | B1G        | 13       | 6        | 25      | 21      | 4       | 1,0    | 0      | 0      |
| 2016     | Nebraska | FBS Div. I | B1G        | 13       | 13       | 37      | 33      | 4       | 1,0    | 0      | 0      |
| 2017     | Nebraska | FBS Div. I | B1G        | 7        | 6        | 7       | 6       | 1       | 0,0    | 0      | 0      |
| Totale   | Totale   | Totale     | Totale     | 44       | 25       | 76      | 65      | 11      | 2,0    | 0      | 0      |

Fonte: Football Database
In grassetto i record personali in carriera

## Carriera professionistica

### Detroit Lions
Jones non fu selezionato nel corso del Draft NFL 2018 e il 28 aprile 2018 firmò da undrafted free agent con i Detroit Lions. Al termine del precampionato però Jones non riuscì ad entrare nel roster attiva e il 1º settembre 2018 fu svincolato.

### Arizona Cardinals
Il 3 settembre 2018 Jones firmò per la squadra di allenamento degli Arizona Cardinals. Il 20 novembre 2018 Jones fu promosso nella squadra attiva.

#### Stagione 2018
Jones debuttò da professionista nella NFL il 25 novembre 2018 nella gara della settimana 12, la sconfitta 45-10 contro i Los Angeles Chargers. Il 27 novembre 2018 Jones fu svincolato e due giorni dopo firmò per la squadra di allenamento.
Il 18 dicembre 2018 fu nuovamente promosso alla squadra attiva.

#### Stagione 2019
Il 22 settembre 2019, nella gara della settimana 3 contro i Carolina Panthers persa 38-20, Jones giocò la sua prima partita da titolare. Il 9 ottobre 2019 fu nuovamento svincolato e poi ricontrattualizzato con la squadra di allenamento. L'8 novembre 2019 Jones fu nuovamente promosso nella squadra attiva.

#### Stagione 2020
Il 5 settembre 2020 Jones non fu inserito nella squadra attiva e il suo contratto reso disponibile. Il giorno successivo fu riassegnato alla squadra di allenamento.

### Detroit Lions (2º periodo)
Il 16 settembre 2020 Jones firmò con i Detroit Lions. Il 17 ottobre 2022 Jones fu svincolato e poi ricontrattualizzato il 21 ottobre 2020. Il. 24 ottobre 2020 Jones fu nuovamente svincolato.

### Minnesota Vikings
Il 26 ottobre 2020 Jones firmò con i Minnesota Vikings.

### Tennessee Titans
Il 23 aprile 2021 Jones firmò con i Tennessee Titans. Il 6 settembre 2021 fu svincolato e poi  ricontrattualizzato con la squadra di allenamento il giorno successivo. Il 10 novembre 2021 Jones fu promosso nella squadra attiva. Il 4 gennaio 2022 Jones fu nuovamente svincolato per poi essere reinserito nella squadra di allenamento.

### Las Vegas Raiders
Il 13 giugno 2022 Jones firmò da free agent con i Las Vegas Raiders. Il 23 agosto 2022 fu svincolato dai Raiders.

### Seattle Dragons
Il 17 novembre 2022 Jones fu selezionato dai Seattle Sea Dragons della XFL.

## Statistiche
| Stagione | Stagione | Stagione | Stagione | Difesa  | Difesa  | Difesa  | Difesa | Difesa | Difesa | Difesa |
| Anno     | Squadra  | P        | PT       | T. tot. | T. sol. | T. ass. | Sack   | Pdev   | FF     |        |
| -------- | -------- | -------- | -------- | ------- | ------- | ------- | ------ | ------ | ------ | ------ |
| 2018     | ARI      | 2        | 0        | 0       | 0       | 0       | 0,0    | 0      | 0      |        |
| 2019     | ARI      | 11       | 3        | 22      | 17      | 5       | 0,0    | 0      | 0      |        |
| 2020     | DET      | 1        | 0        | 0       | 0       | 0       | 0,0    | 0      | 0      |        |
| 2020     | MIN      | 8        | 3        | 19      | 18      | 1       | 0,0    | 0      | 0      |        |
| 2021     | TEN      | 7        | 0        | 7       | 5       | 2       | 0,0    | 0      | 0      |        |
| Totale   | Totale   | 29       | 6        | 48      | 40      | 8       | 0,0    | 0      | 0      |        |

Fonte: Football Database
In grassetto i record personali in carriera - Statistiche aggiornate alla stagione 2021